# Clara Furse
Clara Hedwig France Furse, född 16 september 1957 i Kanada, är brittisk ekonom och före detta VD för Londonbörsen 2001-2009. År 2005 var hon rankad som nr 19 på tidskriften Fortunes lista över de mäktigaste kvinnorna i näringslivet.

## Biografi
Furse är dotter till holländska föräldrar, och utbildad vid skolor i Colombia, Danmark och Storbritannien. Hon tog examen från London School of Economics 1979 med en BSc-examen (Ekonomi).
Furses karriär spänner över ett brett spektrum av de globala finansmarknaderna. Hon började 1979 arbeta som mäklare och kom till Phillips and Drew 1983. På UBS blev hon VD 1995 och global chef för terminshandel 1996. Under 1990-talet tjänstgjorde hon också som direktör, kommittéordförande och vice ordförande i LIFFE, Storbritanniens första finansiella terminsbörs.
Innan hon började arbeta vid Londonbörsen, var Furse koncernchef för Credit Lyonnais Rouse 1998-2000, och hade dessförinnan tillbringat 15 år på UBS. Hon var sedan VD för London Stock Exchange Group från januari 2001 till maj 2009. Under denna period var hon också direktör för Euroclear plc, LCH Clearnet Group Ltd, Fortis och medlem av Shanghai International Financial Advisory Council.
Furse är för närvarande (2016) extern ledamot av Bank of Englands Financial Policy Committee, det lagstadgade organ som ansvarar för den brittiska tillsynen av makroekonomin, och direktör inom Nomura Holdings Inc., Vodafone Group Plc, Amadeus IT Holdings SA och Storbritanniens departement för arbetsmarknad och pensioner. Hon är vidare medlem av panelen av Senior Advisors till Chatham House och International Advisory Council to Bocconi University. År 2012 blev hon ordförande för Lead Expert Group vid den brittiska regeringens kansli för vetenskaplig analys av framtida datoriserad handel på finansiella marknader.
År 2007 listades Furse av tidskriften Times som en av de 100 mest inflytelserika personerna i världen.

## Utmärkelser
Furse utsågs 2008 till Dame Commander of the Order of the British Empire (DBE) 